# Gęsiniec Wielki
Gęsiniec Wielki – przysiółek wsi Gęsiki w Polsce, położony w województwie warmińsko-mazurskim, w powiecie kętrzyńskim, w gminie Barciany. Wchodzi w skład sołectwa Gęsiki.
W latach 1975–1998 przysiółek administracyjnie należała do województwa olsztyńskiego.